# Лиза Рене Джоунс
Лиза Рене Джоунс (на английски: Lisa Renee Jones) е американска писателка на произведения в жанра съвременен, паранормален и еротичен любовен роман, романтично фентъзи и романтичен трилър. Писала е и под псевдонима Фейт Уинтър (Faith Winter).

## Биография и творчество
Лиза Рене Джоунс е родена в САЩ.
Преди да започне са пише има собствен успешен бизнес.
Първият ѝ роман „Hidden Instincts“ (Скрити инстинкти) е публикуван през 2004 г.
Романите от поредиците ѝ от еротични любовни романи „Братята Уокър“, „Наопаки“ и „Тайният живот на Ейми Бенсън“ стават бестселъри.
Лиза Рене Джоунс живее със семейството си в Колорадо Спрингс.

## Произведения
частична библиография

### Самостоятелни романи
1. Hidden Instincts (2004)
2. Hard and Fast (2007)
3. Lone Star Surrender (2008)
4. Red Hot Secrets (2009)
5. Hot Target (2010)
6. Sinful Pleasures (2010) – като Фейт Уинтър
7. 12 Shades of Surrender (2012) – с Аделаид Кол
8. Strictly Seduction (2012)
9. Purple Magic (2014)

### Серия „Подземни пазители“ (Underground Guardians)
1. Protector (2005)
2. Healer (2006)

### Серия „Вампири“ (Vampire Wardens)
1. Hot Vampire Kiss (2011)
2. Hot Vampire Seduction (2011)
3. Hot Vampire Touch (2011)

### Серия „Братята Уокър“ (Tall, Dark, and Deadly)
1. Hot Secrets (2012)
Горещи тайни, изд. „Егмонт България“, София (2016), прев. Ирина Ценкова
2. Dangerous Secrets (2012)
Опасни тайни, изд. „Егмонт България“, София (2016), прев. Кристина Георгиева
3. Beneath the Secrets (2016)

### Серия „Наопаки“ (Inside Out)
1. If I Were You (2012)
2. Being Me (2013)
3. Revealing Us (2013)
4. No in Between (2014)
5. I Belong to You (2014)
6. Behind Closed Doors (2016)

### Серия „Тайният живот на Ейми Бенсън“ (Secret Life of Amy Bensen)
1. Escaping Reality (2013)
2. Infinite Possibilities (2013)
3. Forsaken (2015)
4. Unbroken (2015)

### Серия „Небрежен шепот“ (Careless Whispers)
1. Denial (2015)
2. Demand (2016)
3. Surrender (2017)

### Серия „Мръсни пари“ (Dirty Money)
1. Hard Rules (2016)
2. Damage Control (2017)
3. Bad Deeds (2017)

### Разкази и новели
- The Hottest One-Night Stand (2007)
- Forbidden Fruit (2008)
- Amber Fire (2010)
- My Hunger (2014)
- My Control (2014)